# Fackenburger Allee

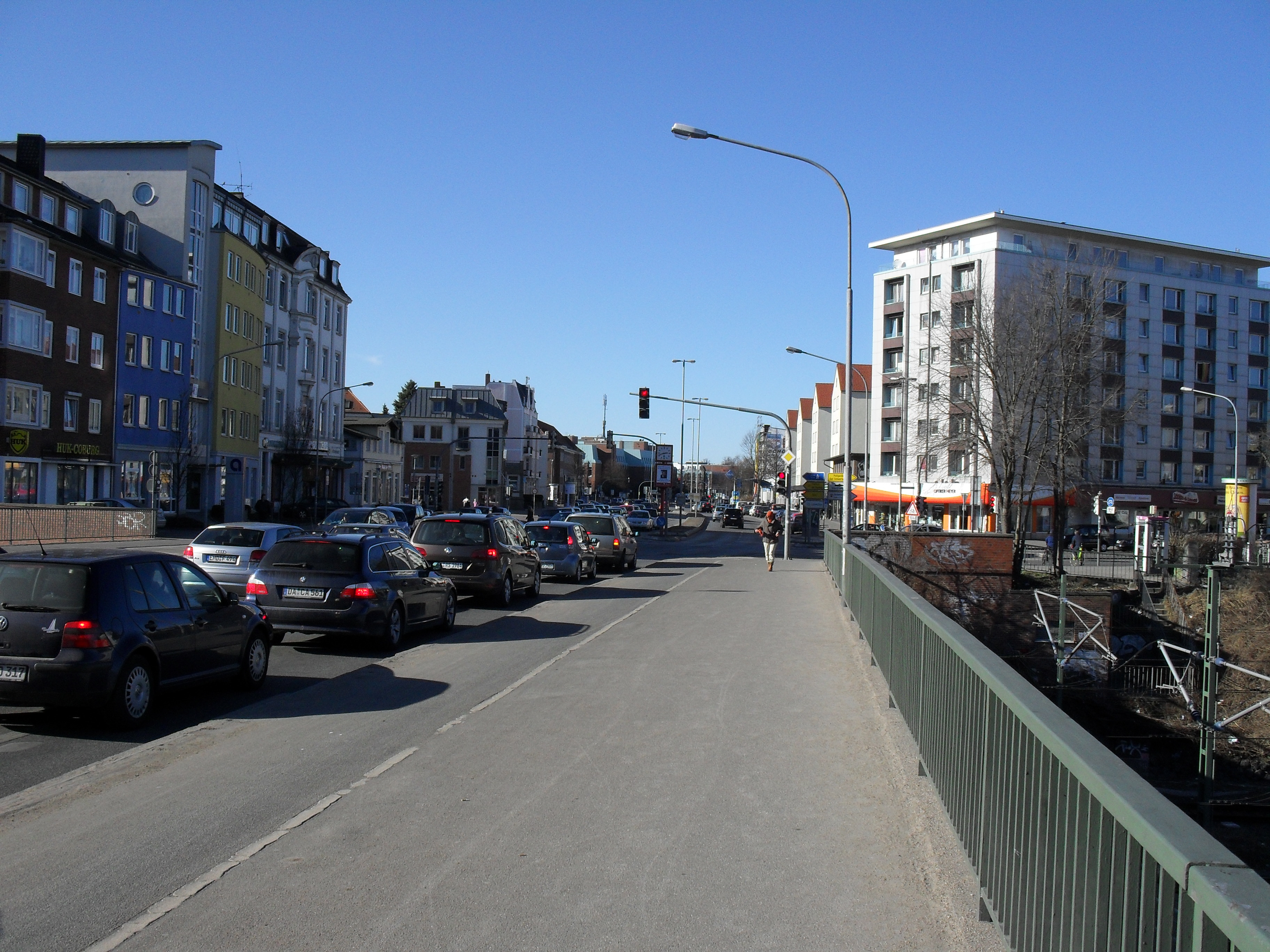
Die Fackenburger Allee

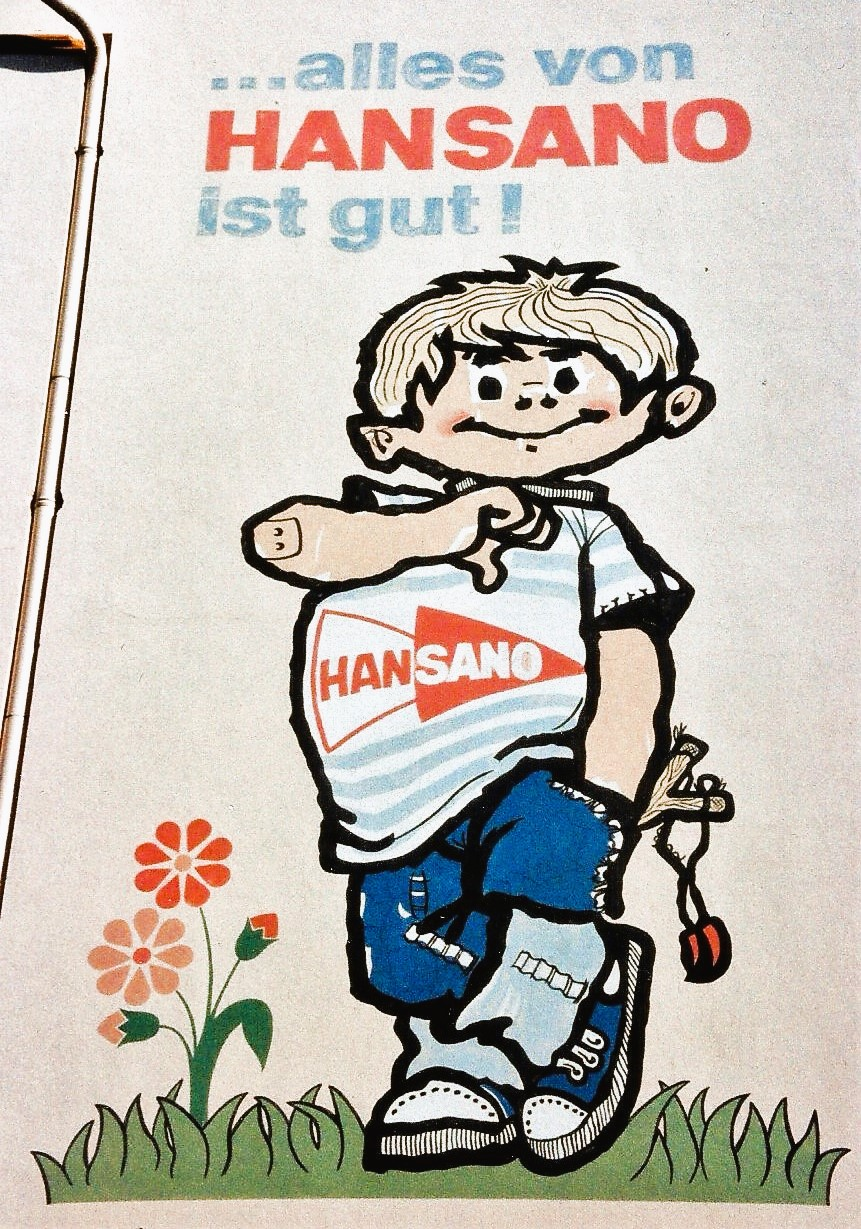
Hansi

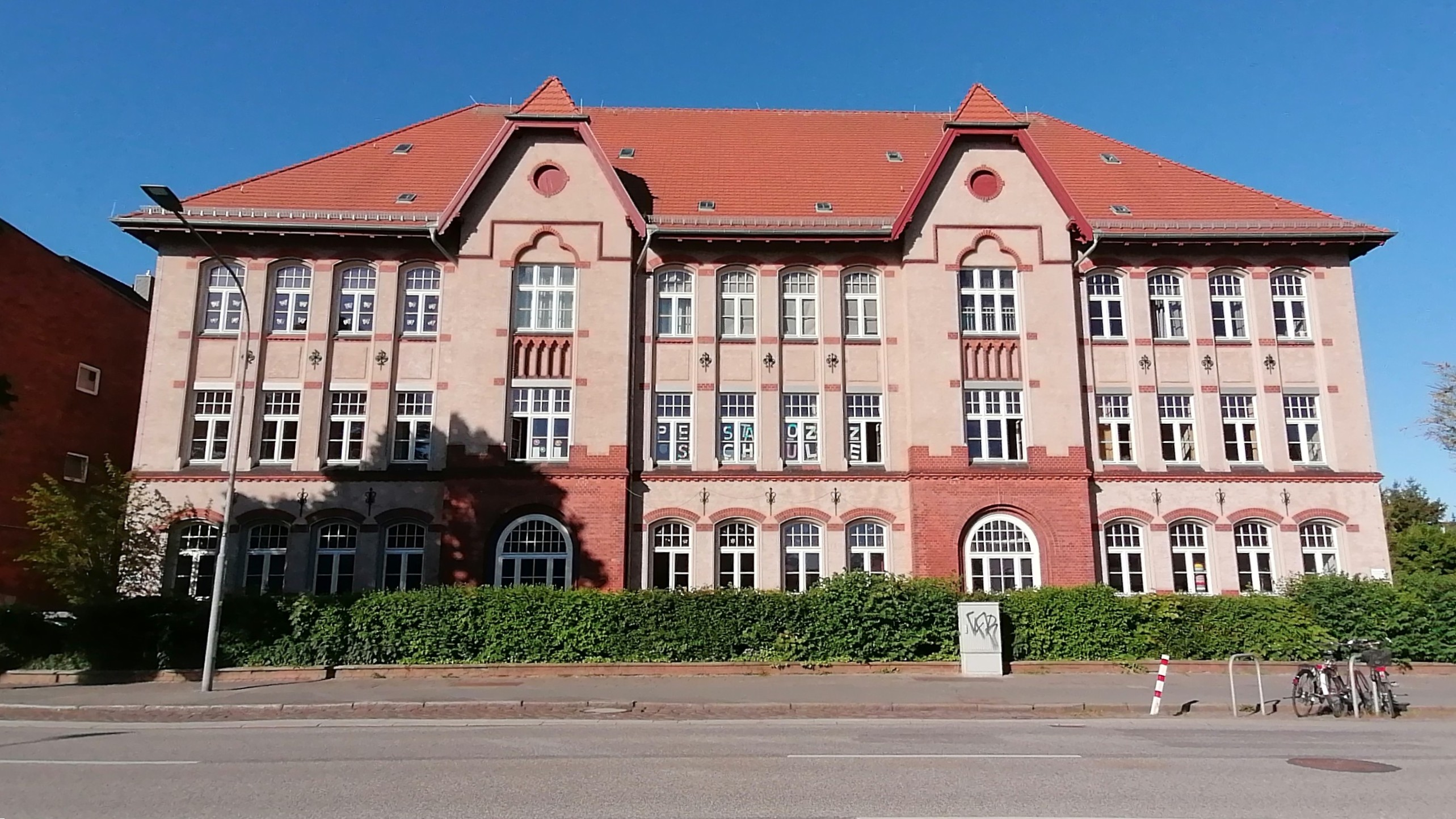
Pestalozzi-Schule

Die neue Verbindungsstraße zum Lindenplatz (rechts Blick in die Fackenburger Allee)

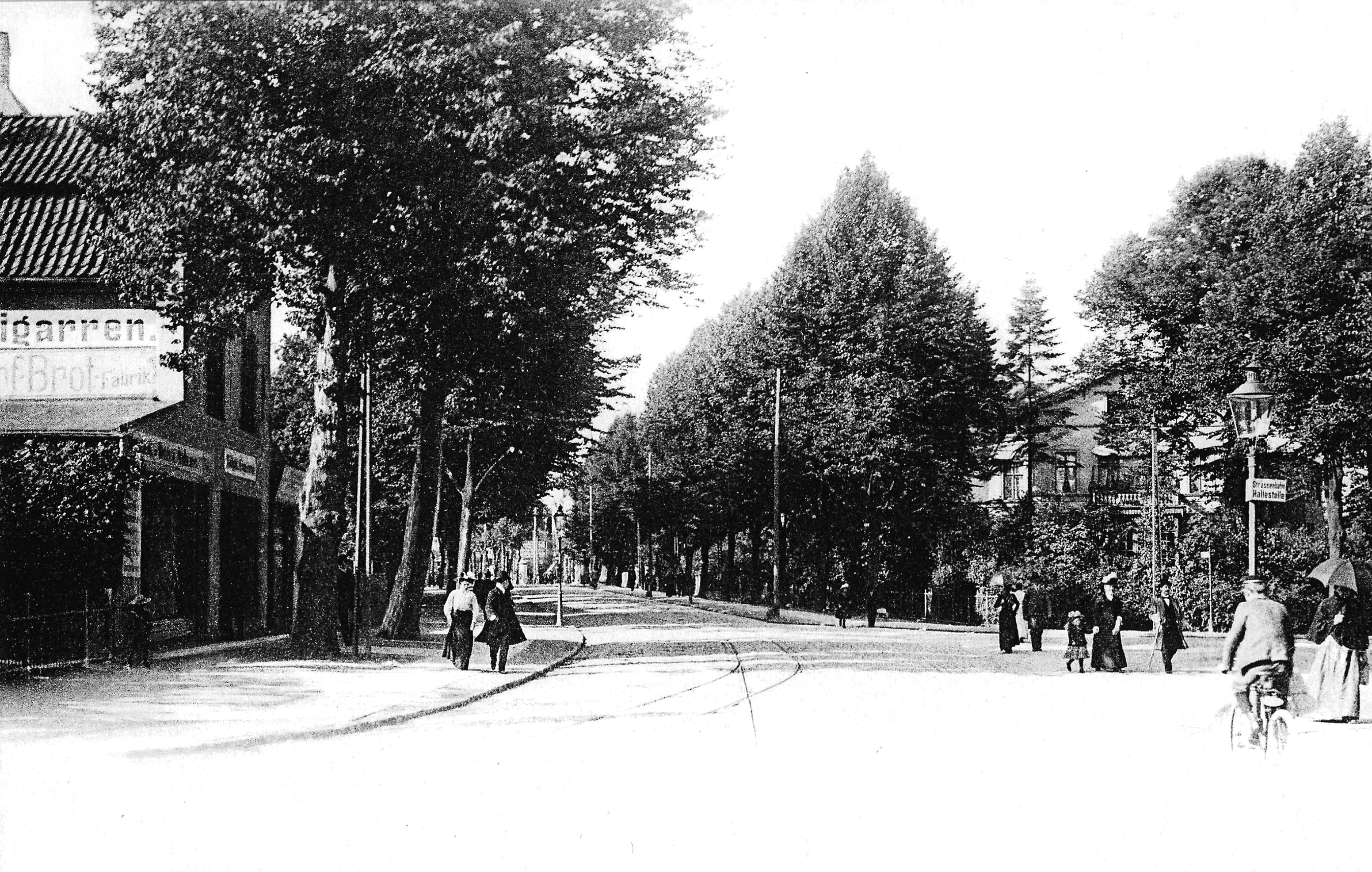
Blick in die Allee anno 1902

Die neue Straßenbrücke über die Eisenbahn

Briefkopf der Maschinenfabrik um 1903

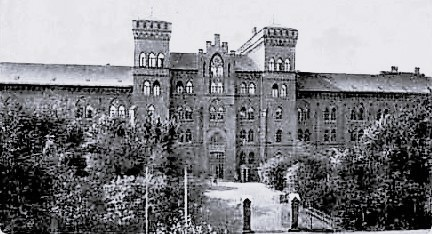
Kaserne vor 1919

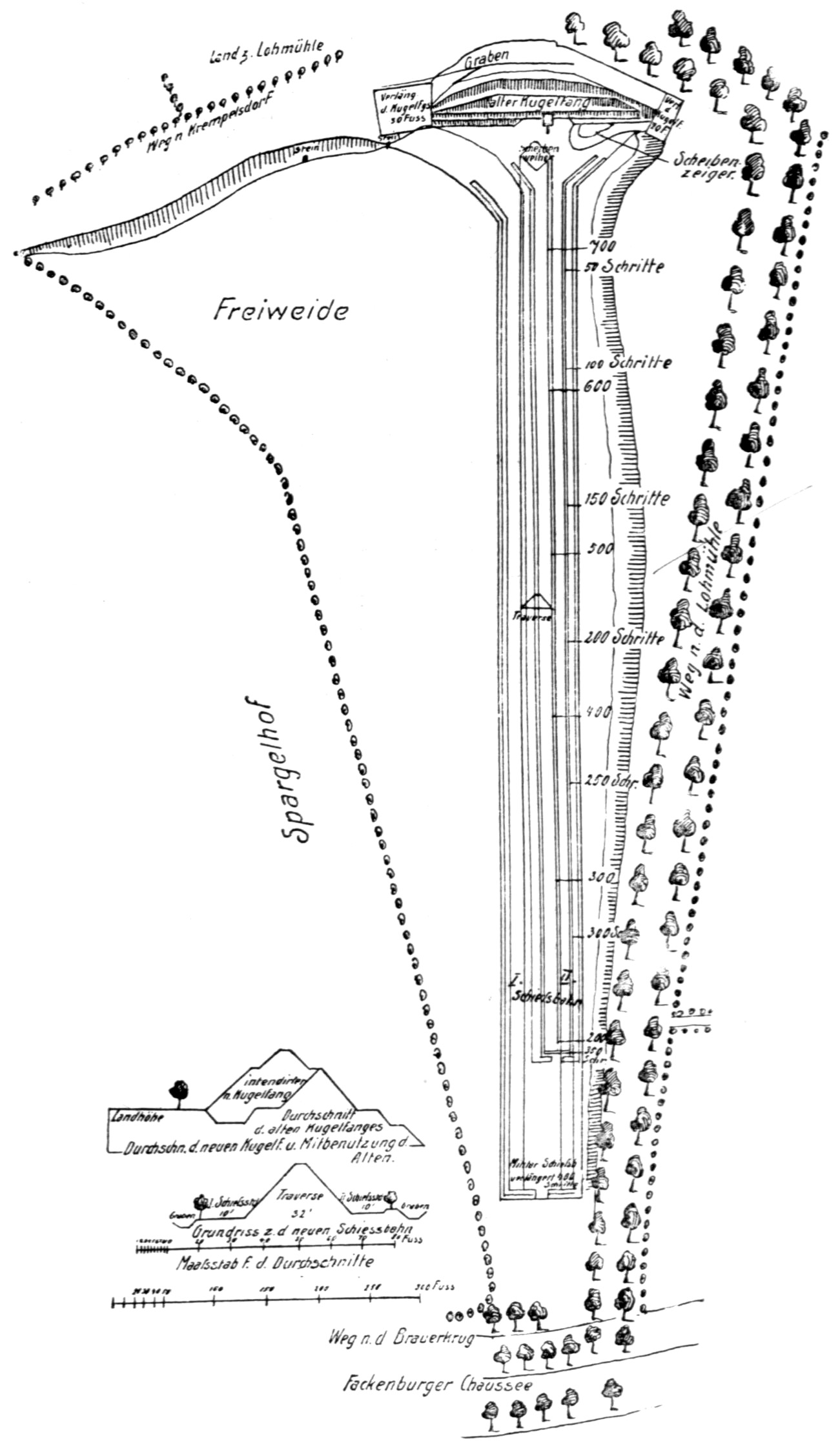
Lageplan des alten Militärschießplatzes bei der Lohnmühle

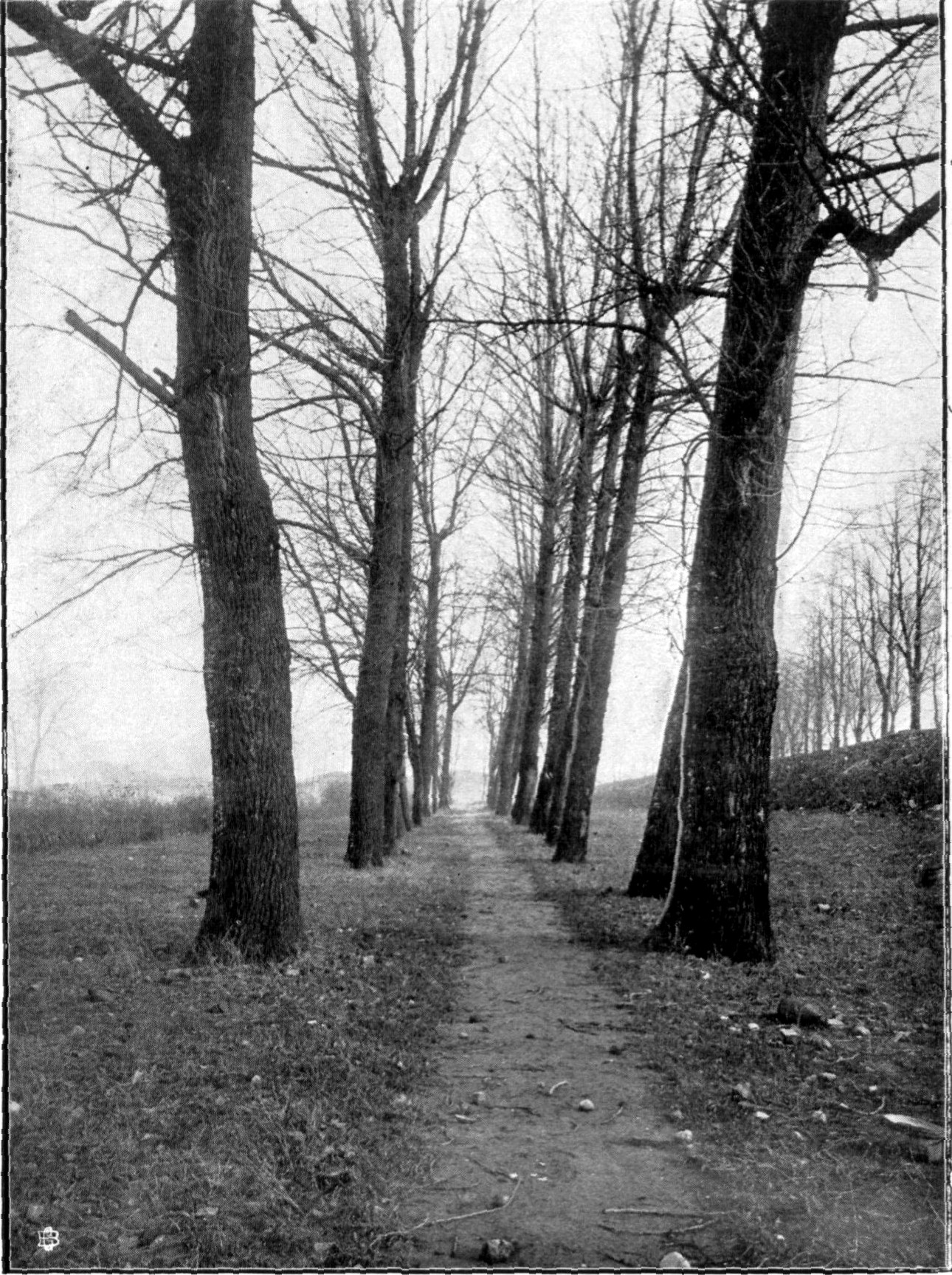
Allee auf dem alten Militärschießplatz bei der Lohmühle

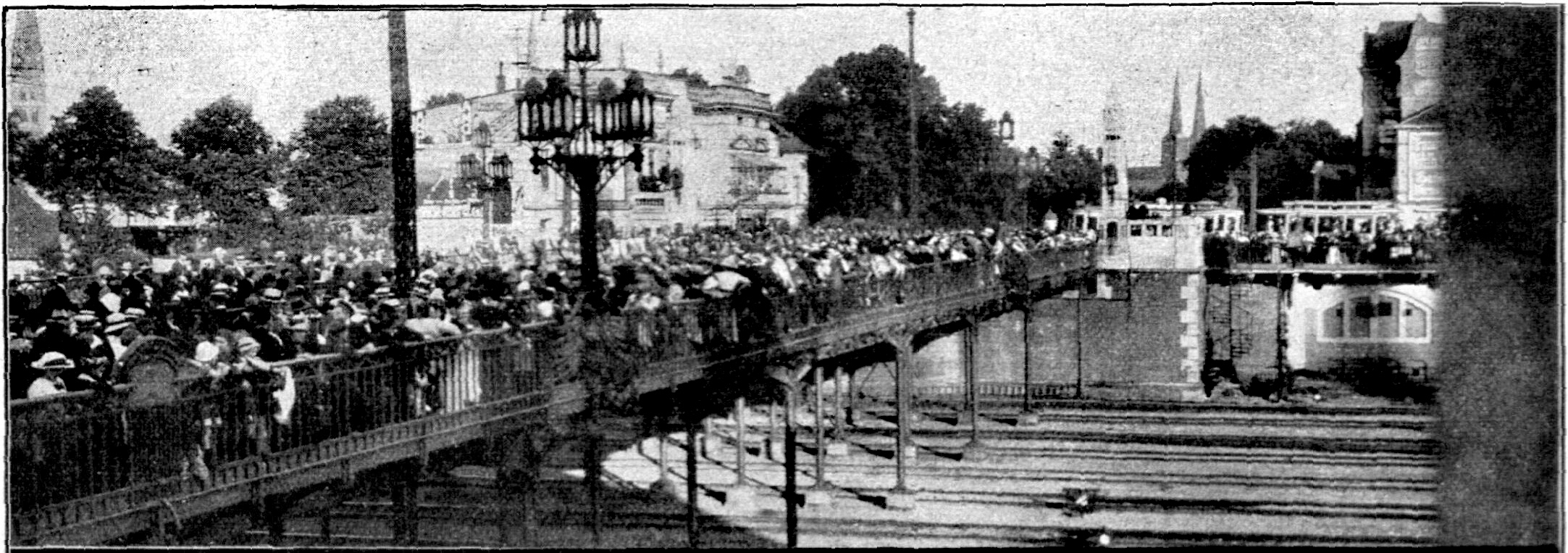
Menschenmenge bejubelt abrückendes Regiment Lübeck auf der Fackenburger Alleebrücke (31. Juli 1914)

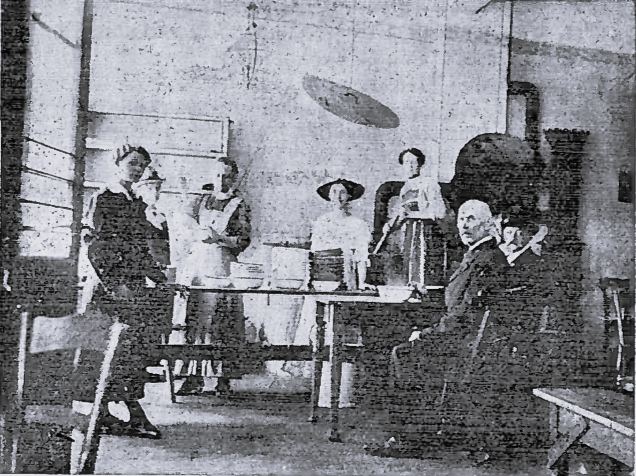
Kriegsküche

Die Fackenburger Allee ist eine Straße in Lübeck.

## Lage
Die etwa 1,52 Kilometer lange Fackenburger Allee beginnt am Lindenplatz nahe der Puppenbrücke und verläuft in Richtung Nordwesten, bis sie an einer Kreuzung kurz vor der Überführung der Bundesautobahn 1 in die Krempelsdorfer Allee übergeht.

## Geschichte
Die Fackenburger Allee entstand bereits im in der Frühzeit Lübecks im 12. Jahrhundert als Landstraße, die vom Holstentor aus ins nördliche Holstein nach Eutin führte. Jedoch trug die Straße lange Zeit keinen festen Namen. Erst 1869, als die bis dahin namenlosen Straßen der Lübecker Vorstädte offizielle Benennungen erhielten, bekam sie ihre bis heute unveränderte Bezeichnung. Der Name bezieht sich auf das erst 1751 gegründete Dorf Fackenburg, das gleich jenseits der Lübecker Grenze an der Straße lag und das heute völlig in Stockelsdorf aufgegangen ist.
Bis in die 1860er Jahre war die Straße nur spärlich von Gebäuden gesäumt; neben einigen Sommerhäusern fanden sich vorwiegend Gärtnereien und Gehöfte. Erst nach dem Fall der Torsperre 1864 wurde ein Wachstum der Vorstädte möglich, das sich auch im Gebiet der Fackenburger Allee bemerkbar machte und in dessen Gefolge eine Reihe gründerzeitlicher Wohnbauten entstand, von denen eine Anzahl noch heute vorhanden ist. Die beginnende Industrialisierung führte bis zum Ersten Weltkrieg zur Errichtung von Gewerbebauten wie der W. F. L. Beth Maschinenfabrik.
Die preußische Aufrüstung führte mit der ab 1868 erbauten, 1970 von der Deutschen Bundespost erworbenen und schließlich von ihr 1976 abgerissenen Alte Kaserne zu einem der wohl einst prägendsten Gebäude der Straße.
Die 1889 gegründete Meierei-Genossenschaft, die spätere HANSANO, verlegte 1900 ihren Sitz von der Parade vor die damaligen Tore der Stadt unweit der Beth'schen Maschinenfabrik. Erst 1995 sollte sie ihn wieder verlassen.
In der Hansestadt machten die wirtschaftlichen Verhältnisse der Versorgung ein Eingreifen im Juli 1915 notwendig. Massenküchen gab es bereits vor dem Krieg in fast allen großen Verbrauchsmittelpunkten des Reichs in Form von Volksküchen. Mit der Ausgabe der zunächst von der Volksküche bezogenen Speisen wurde Anfang August 1915 in der Nr. 10 begonnen. Ab dem 19. November 1915 kochte man in eigener Kriegsküche mit einem Kessel (250 Liter), der bereits im Februar 1916 um einen weiteren ergänzt wurde, selbst.

### Pestalozzi-Schule
Aufgrund der steigenden Bevölkerung außerhalb der Altstadt wurde die Doppelschule für Knaben und Mädchen im Jahr 1899 gebaut und im Oktober des Jahres 1900 eröffnet. In 21 Klassenräumen wurden über 1000 Schülerinnen und Schüler unterrichtet. Die Schule hieß zu Beginn IV. Sankt Lorenzschule. 1934 wurde die Schule umbenannt und heißt seitdem Pestalozzi-Schule.
Die Schule in der Dornbreite wurde 1958 eingeweiht und ist seit dieser Zeit die feste Außenstelle der Schule.

### Der neue Hauptbahnhof
Um 1905 herum änderte sich das Aussehen jenseits der Trave und des Stadtgrabens nachhaltig. Den nebenstehenden Lindenplatz würde heute niemand mehr als solchen erkennen.
Die für den neuen Hauptbahnhof erforderlichen Erdarbeiten in der Vorstadt St. Lorenz wurden ausgeführt. So musste der ihr vordere Teil um 1,80 m angehoben werden. Die stärkste Steigung beträgt 1:35, die Fahrdammbreite war auf 15 m geplant und wurde mit belgischen Porphyrsteinen gepflastert. Für die Fußwege wurden 5 m breite Plattenwege errichtet, die mit Betonunterlage und Bordsteinen versehen wurden. Beidseitig wurde die Straße von einer Reihe Bäumen eingefasst. Die erforderlichen Erdmassen wurden von dem Gelände hinter dem Restaurant Schützenhof herangeschafft.
Infolge der Bahnhofsumgestaltung wurde die Erbauung einer Straßenbrücke über den Eisenbahnkörper notwendig. Die Straße wird an jener Stelle in einer Höhenlage von 11,20 N. N. über die Gleise geführt. Architektonisch war die Bahnhofsbrücke einst mit schmiedeeisernen Geländern und reich aufgebauten Endpylonen versehen. Die Brückenlänge beträgt rund 73 m, die Breite 18 m, wovon 11 m auf den Fahrdamm und je 3 ½ m auf die Bürgersteige entfielen. Über die Brücke führten in der Mitte zwei Straßenbahngleise. Die Fahrbahn auf der Brücke bestand aus Kieferling’schen Basalt-Zementpflaster. Unter der Brücke führten 14 (derzeit neun) Gleise hindurch. Zahlreiche Gas-, Wasser-, Licht- und Postkabelleitungen, sowie die der Polizei und der Feuerwehr waren neu zu verlegen.
Nach der Fertigstellung wurde die Straßenbahn vom Lindenplatz bis zur Hermannstraße (Linie Schwartauer Allee) bis zum Schwarzen Adler (Linie Krempelsdorf) zweigleisig ausgebaut.
Da der Verkehr in der Vorstadt nach der Bahnhofseröffnung erheblich zunehmen werde, hatten sich bereits zwei neue Einrichtungen hier angesiedelt. In dem großen Gebäude an der Brücke befand sich eine Zweigstelle der Lübecker Spar- und Anleihe-Kasse und auch eine Postagentur war bereits in der Fackenburger Allee geschaffen worden.
Das noch nicht alles optimal verlief, zeigte sich am 29. Mai 1908. Als am Morgen ein mit zwei Lokomotiven bespannter 118 Achsen starker Güterzug der Eutin-Lübecker Eisenbahn den Hauptbahnhof verließ, fuhr er unterhalb der Fußgängerbrücke über die Fackenburger Allee statt in das Eutiner Gleis in das Hafengleis. Hierbei wurde er aus den Gleisen herausgedrängt. Personen kamen hierbei zwar nicht zu Schaden, der entstandene Sachschaden war jedoch beträchtlich.

Eisenbahnunfall auf dem Bahnhof zu Lübeck
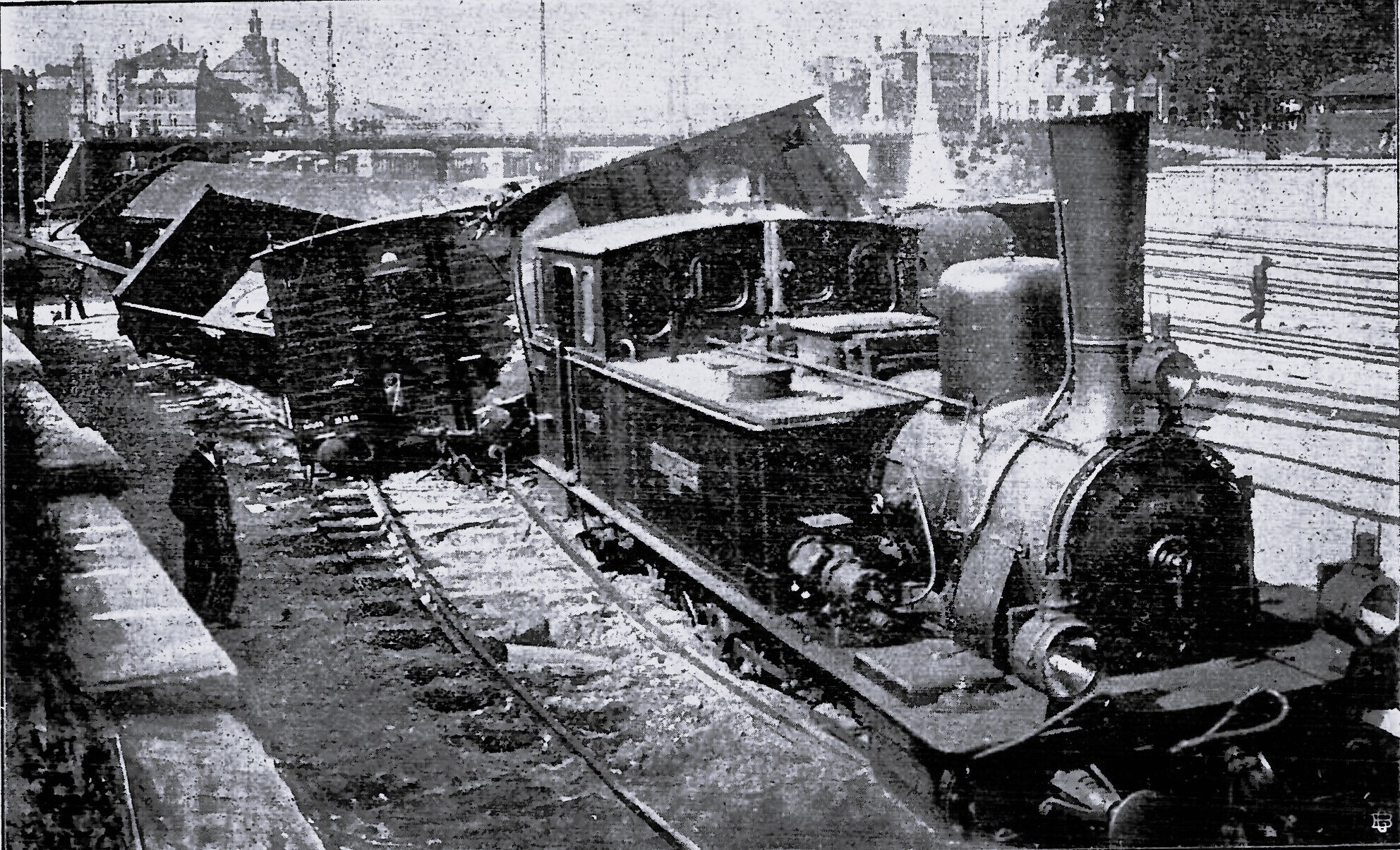
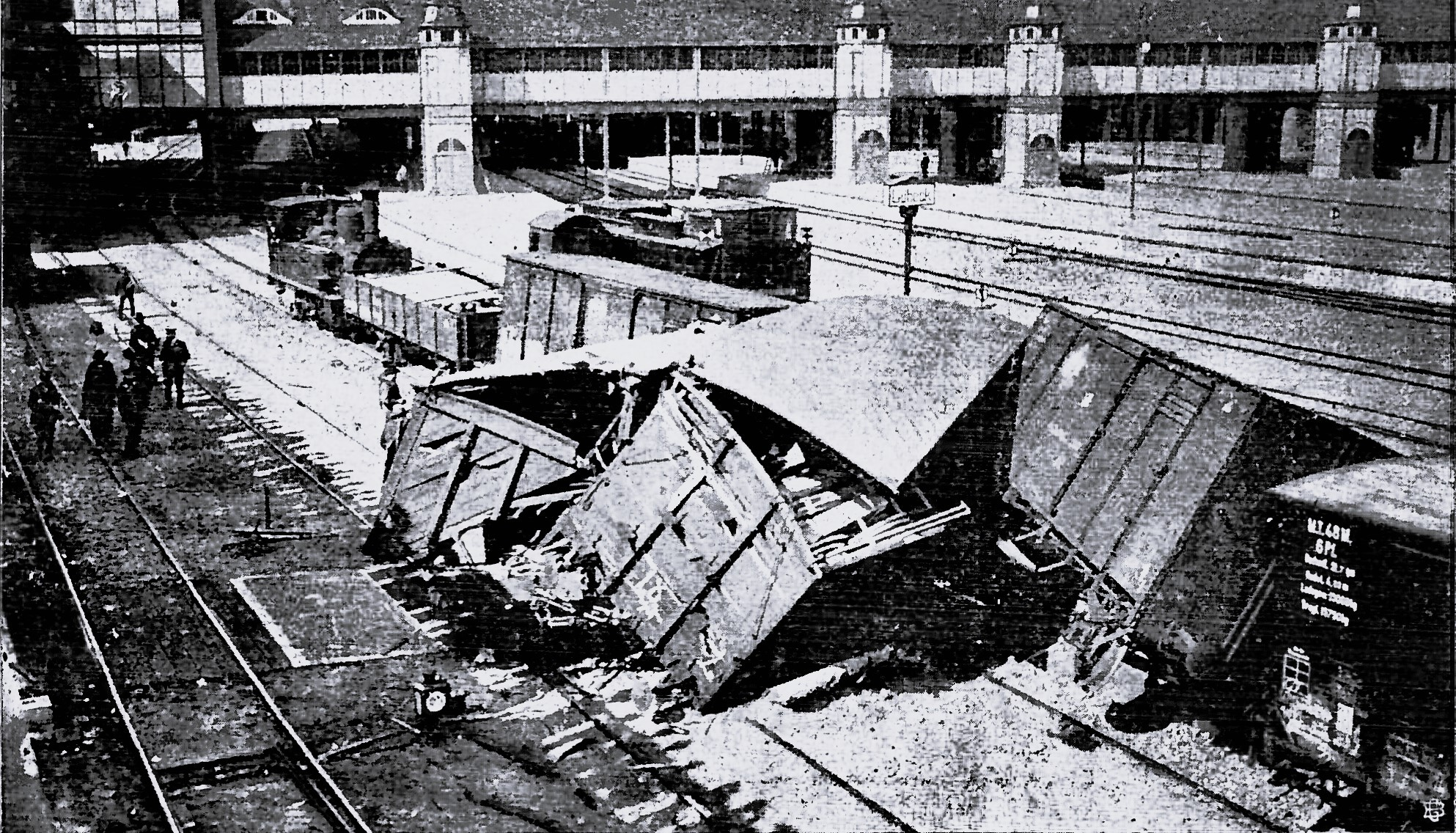

Während seiner Lübeckischen Jahre war Wilhelm Furtwängler Bewohner der Fackenburger Allee Nr. 2.

### Der Militärschießplatz
Als man ersah, welchen Vorteil es in der Not gewährte, wenn sowohl die waffenfähigen als auch zum Waffendienst Verpflichteten Bürger mit der Führung der Waffen vertraut sind, richtete man den vor dem Holstentor liegenden Schützenhof zum Üben des Scheibenschießens in der Mitte des 16. Jhs. ein.
Wegen unzureichender Schutzmaßregeln für die öffentliche Sicherheit und ständiger Kollisionen verschiedener übender Bürgerkollegien wurde für das Lübische Kontingent 19. Jh. ein eigener Schießplatz geschaffen.
Als dieser dienten die Sandkuhlen neben der Fackenburger Allee zwischen dem sogenannten Verderb und der Lohmühle. Zwei nahegelegene Scheibenberge dienten als Kugelfang von dem sich 200 Schritt entfernt der Schießstand befand. Da andere Schutzvorrichtungen fehlten, war es nicht verwunderlich, dass sich die Besitzer der umliegenden Gärten und Äcker – insbesondere der Lohmüller – sich über die Gefahren überfliegender oder abprallender Kugeln beschwerten. Das Militärdepartement reagierte am 8. August 1836.
Unter Leitung des Majors Niemeitz wurde die durch Faschinen befestigte Erdwand erhöht und durch Grassoden aufgebaut. Die Schießbahn wurde mit Gräben eingeschlossen und mit einem Schlagbaum versehen.
Nachdem man 1861 das Zündnadelgewehr einführte, wurde der Scheibenberg, um den drohenden Beschwerden Rechnung zu tragen, schließlich auf 32 Fuß erhöht.
Mit der Waffenentwicklung nahm die Intensität der Ausbildung zu. 1849 und 50 war man genötigt wieder den alten Schützenhof, für kurze Entfernungen, in Anspruch zu nehmen. Für weitere Entfernungen blieb die 1847 auf 350 Schritt verlängerte Bahn in der Fackenburger Allee.
1852 wurde auf Initiative des Majors Behrens die Anlage ein letztes Mal erweitert. Es wurde eine zweite Schießbahn neben der ersten angelegt und beide mit einer Länge von 400 Schritt. Getrennt wurden diese durch ein 13 bis 14 Fuß hohen Erdwall. Der Scheibenberg wurde auf 38 Fuß erhöht und um 65 Fuß verbreitert. Zum Schutze der Schützen wurden kleine Schießbuden errichtet.
Mit Abschluss der Militärkonvention mit Preußen von 1867 ging der Platz in die Hände der preußischen Militärverwaltung und dann den des Reiches über. Dieses nutzte ihn bis zur Anlage neuer Schießstände in den Wesloer Tannen (1904).
Am 14. Februar 1910 stimmte die Bürgerschaft einem Vertrag mit der Reichsmilitärverwaltung zu, wonach gegen die Hergabe eines Stück Landes für die neue Maschinengewehrkompanie (MGK) neben der Marlikaserne das Gelände des alten Militärschießplatzes an der Fackenburger Allee nach fast zwei Menschenaltern wieder in das Eigentum des lübischen Staates übergeht.